# Август Гюльденстольпе
Август Юльденстольпе (швед. August Gyldenstolpe; 22 липня 1849 — 20 червня 1928) — шведський державний діяч і дипломат, міністр закордонних справ Швеції (1904—1905).

## Біографія
Народився 22 липня 1849 року в Стокгольмі в сім'ї військового, який служив при дворі. У 1973 році закінчив Уппсальський університет.
У 1874 році став аташе в шведському посольстві в Копенгагені. У 1876—1881 роках служив в апараті міністерства закордонних справ. У 1881 році супроводжував спеціальну місію в Карлсруе. Надалі піднімався по кар'єрних сходах і, зокрема, служив в посольстві в Сполучених Штатах. Одержавши вчений ступінь, він в 1886 році став канцлером і главою департаменту.
У 1889—1895 роках — секретар кабінету міністрів. У 1895 році був призначений виконуючим обов'язки посланника, а з 1897 по 1899 рік — послом Шведсько-норвезької унії в Нідерландах і Бельгії. У 1899—1904 роках — посол в Російській імперії.
Після відставки глави МЗС Альфреда Лагерхейма, який конфліктував з прем'єр-міністром Еріком Бустрьомом щодо норвезької кризи, був призначений міністром закордонних справ. Вважався безбарвним дипломатом, який не мав політичної ваги і фактично був відсторонений Бустрьомом від переговорів з Норвегією. Зберіг свій пост в кабінеті Йогана Рамстедта. У цей період він заявив, що найкращим рішенням у норвезько-шведських відносинах було б припинення дії Шведсько-норвезької унії. Уряд подав у відставку в серпні 1905 року після того як Риксдаг і громадскість виступили проти такої позиції уряду Швеції.
З 1905 по 1918 рік обіймав посаду посла у Франції.

## Нагороди
Шведські:
- Великий хрест ордена Полярної зірки (1904)[5]

Іноземні:
- Великий хрест бельгійського ордена Леопольда I[6][7]

- Великий хрест нідерландського ордена Оранських-Нассау[6][7]

- Лицар першого класу прусського ордена Червоного орла[8][9]

- Російський орден Святого Станіслава 1-го ступеня[6][10]

- Російський орден Білого орла[8][9]

- Османський орден Меджида 1-го класу[10][11]

- Великий офіцер французького ордена Почесного легіону[8][9]

- Командор 1-го класу норвезького ордена Святого Олафа[7][8]

- Лицар другого класу прусського ордена Корони[6][7]

- Японський орден Священного скарбу 2-го ступеня[6][7]

- Перський орден Льва і Сонця 2-го ступеня[7][11]

- Тайський орден Корони Таїланду 2-го класу[7][11]

- Командор ордена Ізабелли Католички[11][12]

- Лицар ордена Церінгенського лева першого класу[11][12]
- Командор 1-го класу ордена Данеборг[7][11]